# 惠靈 (伊利諾伊州)
惠靈（英語：Wheeling）是位於美國伊利諾伊州庫克縣和萊克縣的一個村落。

## 地理
惠靈的座標為42°07′53″N 87°55′47″W / 42.13139°N 87.92972°W，而該地最高點為海拔高度198米（即650英尺）。

## 人口
根據2010年美國人口普查的數據，惠靈的面積為22.61平方千米，當中陸地面積為22.45平方千米，而水域面積為0.16平方千米。當地共有人口12975人，而人口密度為每平方千米573人。